# فرديناند تشي فون
فرديناند تشي فون (بالفرنسية: Ferdinand Chi Fon)‏ هو لاعب كرة قدم كاميروني في مركز الهجوم، ولد في 20 يوليو 1976 في باميندا في الكاميرون. لعب مع أوبرا أوبول وبوغون شتشين وزنيتشج بروشكوف وغورنيك وانشنا ويونيون برلين.